# Espanha nos Jogos Olímpicos de Inverno de 2014
A Espanha participou dos Jogos Olímpicos de Inverno de 2014, realizados na cidade de Sóchi, na Rússia. Foi a décima nona aparição do país em Olimpíadas de Inverno.

## Desempenho

### Biatlo
Feminino
| Atleta          | Evento      | Final   | Final       | Final   |
| Atleta          | Evento      | Tempo   | Penalidades | Posição |
| --------------- | ----------- | ------- | ----------- | ------- |
| Victoria Padial | Velocidade  | 23:21.5 | 1 (0+1)     | 52º     |
| Victoria Padial | Perseguição | 34:30.3 | 2 (1+0+0+1) | 46º     |
| Victoria Padial | Individual  | 50:48.5 | 3 (1+0+1+1) | 54º     |

Masculino
| Atleta              | Evento     | Final   | Final       | Final   |
| Atleta              | Evento     | Tempo   | Penalidades | Posição |
| ------------------- | ---------- | ------- | ----------- | ------- |
| Víctor Lobo Escolar | Velocidade | 28:53.3 | 4 (4+0)     | 84º     |
| Víctor Lobo Escolar | Individual | 57:22.8 | 3 (0+2+0+1) | 72º     |

### Esqui alpino
Feminino
| Atleta                 | Evento   | Total | Pos. |
| ---------------------- | -------- | ----- | ---- |
| Carolina Ruiz Castillo | Downhill | DNF   | DNF  |
| Carolina Ruiz Castillo | Super-G  | DNF   | DNF  |

Masculino
| Atleta             | Evento         | Descida 1 | Descida 2 | Total   | Pos. |
| ------------------ | -------------- | --------- | --------- | ------- | ---- |
| Pol Carreras       | Slalom         | DNF       | DNF       | DNF     | DNF  |
| Pol Carreras       | Slalom gigante | DNF       | DNF       | DNF     | DNF  |
| Paul de la Cuesta  | Downhill       |           |           | 2:09.46 | 28º  |
| Paul de la Cuesta  | Combinado      | 1:56.22   | 55.84     | 2:52.06 | 22º  |
| Paul de la Cuesta  | Slalom gigante | 1:27.13   | 1:26.13   | 2:53.26 | 36º  |
| Paul de la Cuesta  | Super-G        |           |           | DNF     | DNF  |
| Alex Puente Tasias | Slalom         | 53.73     | 1:05.72   | 1:59.45 | 32º  |
| Alex Puente Tasias | Slalom gigante | DNF       | DNF       | DNF     | DNF  |
| Ferrán Terra       | Downhill       |           |           | 2:11.43 | 34º  |
| Ferrán Terra       | Combinado      | 1:57.23   | 56.31     | 2:53.54 | 25º  |
| Ferrán Terra       | Slalom gigante | DNF       | DNF       | DNF     | DNF  |
| Ferrán Terra       | Super-G        |           |           | DSQ     | DSQ  |

### Esqui cross-country
Feminino
| Atleta      | Evento           | Clássico | Clássico | Livre   | Livre | Final     | Final |
| Atleta      | Evento           | Tempo    | Pos.     | Tempo   | Pos.  | Tempo     | Pos.  |
| ----------- | ---------------- | -------- | -------- | ------- | ----- | --------- | ----- |
| Laura Orgué | 10 km clássico   |          |          |         |       | 30:48.0   | 28º   |
| Laura Orgué | 15 km skiathlon  | 20:41.7  | 28º      | 20:40.8 | 20º   | 40:46.5   | 25º   |
| Laura Orgué | Largada coletiva |          |          |         |       | 1:12:37.3 | 10º   |

Masculino
| Atleta                  | Evento           | Qualificatória | Qualificatória | Quartas-de-final  | Quartas-de-final | Semifinal      | Semifinal   | Final       | Final       |
| Atleta                  | Evento           | Tempo          | Pos.           | Tempo             | Pos.             | Tempo          | Pos.        | Tempo       | Pos.        |
| ----------------------- | ---------------- | -------------- | -------------- | ----------------- | ---------------- | -------------- | ----------- | ----------- | ----------- |
| Javier Gutiérrez Cuevas | 15 km clássico   |                |                |                   |                  |                |             | 43:43.9     | 63º         |
| Javier Gutiérrez Cuevas | 30 km skiathlon  |                |                | Clássico: 39:30.4 | 53º              | Livre: 36:30.6 | 60º         | 1:16:01.0   | 58º         |
| Javier Gutiérrez Cuevas | Largada coletiva |                |                |                   |                  |                |             | 1:53:02.5   | 47º         |
| Imanol Rojo             | 15 km clássico   |                |                |                   |                  |                |             | 42:45.4     | 50º         |
| Imanol Rojo             | 30 km skiathlon  |                |                | Clássico: 39:05.5 | 50º              | Livre: 34:35.4 | 47º         | 1:13:40.5   | 50º         |
| Imanol Rojo             | Largada coletiva |                |                |                   |                  |                |             | 1:49:21.9   | 33º         |
| Imanol Rojo             | Velocidade       | 3:48.44        | 60º            | Não avançou       | Não avançou      | Não avançou    | Não avançou | Não avançou | Não avançou |

### Esqui estilo livre
Feminino
| Atleta          | Evento   | Qualificatória | Qualificatória | Qualificatória | Final       | Final       | Final       |
| Atleta          | Evento   | Descida 1      | Descida 2      | Pos.           | Descida 1   | Descida 2   | Pos.        |
| --------------- | -------- | -------------- | -------------- | -------------- | ----------- | ----------- | ----------- |
| Katia Griffiths | Halfpipe | 54.40          | 56.60          | 16º            | Não avançou | Não avançou | Não avançou |

### Patinação artística
| Atleta                  | Evento               | Programa curto | Programa curto | Programa longo | Programa longo | Total       | Total       |
| Atleta                  | Evento               | Pontos         | Pos.           | Pontos         | Pos.           | Pontos      | Pos.        |
| ----------------------- | -------------------- | -------------- | -------------- | -------------- | -------------- | ----------- | ----------- |
| Javier Fernández        | Individual masculino | 86.98          | 3º             | 166.94         | 5º             | 253.92      | 4º          |
| Javier Raya             | Individual masculino | 59.76          | 25º            | Não avançou    | Não avançou    | Não avançou | Não avançou |
| Sara Hurtado Adrià Díaz | Dança no gelo        | 58.58          | 12º            | 88.39          | 13º            | 146.97      | 13º         |

### Skeleton
| Atleta          | Evento    | Final      | Final      | Final      | Final       | Final   | Final |
| Atleta          | Evento    | 1ª descida | 2ª descida | 3ª descida | 4ª descida  | Total   | Pos.  |
| --------------- | --------- | ---------- | ---------- | ---------- | ----------- | ------- | ----- |
| Ander Mirambell | Masculino | 58.58      | 58.72      | 58.80      | Não avançou | 2:56.10 | 26º   |

### Snowboard
Feminino
| Atleta            | Evento   | Qualificatória | Qualificatória | Qualificatória | Semifinal | Semifinal | Semifinal | Final     | Final     | Final |
| Atleta            | Evento   | Descida 1      | Descida 2      | Pos.           | Descida 1 | Descida 2 | Pos.      | Descida 1 | Descida 2 | Pos.  |
| ----------------- | -------- | -------------- | -------------- | -------------- | --------- | --------- | --------- | --------- | --------- | ----- |
| Queralt Castellet | Halfpipe | 93.25          | 52.00          | 2º             |           |           |           | 61.75     | 55.25     | 11º   |

Masculino
| Atleta           | Evento          | Preliminar | Preliminar | Oitavas | Quartas     | Semifinal   | Final       | Final |
| Atleta           | Evento          | Tempo      | Pos.       | Posição | Posição     | Posição     | Posição     | Pos.  |
| ---------------- | --------------- | ---------- | ---------- | ------- | ----------- | ----------- | ----------- | ----- |
| Lucas Eguibar    | Snowboard cross | CAN        | CAN        | 1º      | 1º          | DSQ         | Final B: 1º | 7º    |
| Regino Hernández | Snowboard cross | CAN        | CAN        | 2º      | DNF         | Não avançou | Não avançou | =21º  |
| Laro Herrero     | Snowboard cross | CAN        | CAN        | 5º      | Não avançou | Não avançou | Não avançou | =33º  |

Legenda
| Recorde mundial      | Recorde mundial (World record)               |                       | Recorde africano                      | Recorde africano (African) |                                           | Q | Classificado por posição (Qualified) |
| Recorde olímpico     | Recorde olímpico (Olympic record)            | Recorde da América    | Recorde da América (Americas)         | q                          | Classificado por melhor tempo (Qualified) |   |                                      |
| Melhor marca do ano  | Melhor marca do ano (World leading)          | Recorde asiático      | Recorde asiático (Asian)              | DNS                        | Não largou (Did not start)                |   |                                      |
| Recorde nacional     | Recorde nacional (National record)           | Recorde europeu       | Recorde europeu (European)            | DNF                        | Não terminou (Did not finish)             |   |                                      |
| Recorde pessoal      | Recorde pessoal do atleta (Personal best)    | Recorde da Oceania    | Recorde da Oceania (Oceania)          | DSQ / DQ                   | Desclassificado (Disqualified)            |   |                                      |
| Recorde da temporada | Recorde da temporada do atleta (Season best) | Recorde sul-americano | Recorde sul-americano (South America) | NM                         | Sem marca (No mark)                       |   |                                      |